# Гебель, Георг (младший)
Георг Гебель-младший (нем. Georg Gebel der Jüngere; 25 октября 1709, Бриг (ныне Бжег, Польша) — 24 сентября 1753, Рудольштадт) — немецкий композитор, органист, клавесинист, скрипач, дирижёр.

## Биография
Сын композитора Георга Гебеля-старшего. Первые уроки музыки получил у отца. С детских лет был признан талантом, нередко замещал своего отца в качестве органиста. Позже обучался импровизации у Иоганна Х. Краузе, органиста церкви Святого Иоанна Крестителя в Бреслау.
С 1729 года служил органистом в церкви Святой Марии Магдалины в Бреслау. В 1733 году стал капельмейстером при дворе герцога Карла Фридриха II Вюртемберг-Эльса в Олеснице. С 1739 года придворный композитор и клавесинист графа Генриха фон Брюля, первого министра короля польского и курфюрста саксонского Августа III, в Варшаве, затем в Дрездене. В 1747 году Гебель поступил на службу концертмейстером при дворе графов Шварцбург-Рудольштадт в Рудольштадте, с 1750 года возглавлял придворный оркестр.

## Творчество
Георг Гебель-младший — автор ряда духовных и светских музыкальных произведений, разнообразной инструментальной и вокальной музыки. В Бреслау он создавал религиозные произведения для монастырей, а также руководил постановкой итальянских опер. Им создано не менее 12 опер, 144 кантаты (в том числе две рождественские), более 100 симфоний, партит, концертов и т. д. Наибольшей популярностью пользовалась Рождественская Оратория (нем. Weinachtsoratorium). Сонаты Гебеля стилистически напоминают произведения Алессандро Скарлатти.